# Bagpommern
Bagpommern eller Hinterpommern er den del af Pommern, der ligger øst for Oder. Fra 1945 blev Bagpommeren sammen med Stettin polsk. Størstedelen af Forpommern blev en del af Østtyskland.